# Heuilley-Cotton
Heuilley-Cotton korábbi község Franciaországban, Haute-Marne megyében. Lakosainak száma 296 fő (2018. január 1.). Heuilley-Cotton Chassigny, Cohons, Heuilley-le-Grand, Longeau-Percey, Noidant-Chatenoy és Villegusien-le-Lac községekkel határos.
2016. január 1-jén egyesült Villegusien-le-Lac korábbi községgel és az így létrejött (azonos nevű) Villegusien-le-Lac új község része lett.

## Népesség
A település népességének változása:
| Lakosok száma | 309  | 259  | 272  | 307  | 270  | 272  | 279  | 279  | 299  | 296  |
|               | 1962 | 1968 | 1982 | 1990 | 1999 | 2008 | 2011 | 2013 | 2017 | 2018 |